# 페시나
페시나(이탈리아어: Pescina)는 이탈리아 아브루초주 라퀼라도에 있는 코무네이다. 1915년 아베차노 지진으로 마을 모든 건물들이 파괴되었고 당시 도시 인구 6천명 중 5천명이 피해를 입었다.